# Valle del Marcellino
La valle del Marcellino sorge presso Villasmundo; frazione del comune di Melilli, nel siracusano. La valle è stata scavata dal fiume Marcellino, il quale attraversando le aree di Melilli e Augusta va a sfociare nel mar Ionio, tra le rovine del sito archeologico di Megara Iblea. Al suo interno sorgono importanti testimonianze d'epoca preistorica e pre-greca: in essa sono state rinvenute le più antiche importazioni greche dell'Occidente.

## Ambiente
La valle è un'area naturale che dal punto di vista geologico appartiene ai monti Iblei. Si trova a 3 km di distanza dal mare.

## Archeologia della valle del Marcellino
(Moses Israel Finley, Ettore Lepore, I greci in Italia in Le colonie degli antichi e dei moderni, 2000, pp. 55-6.)
La valle ha restituito importanti resti archeologici, odiernamente custoditi presso il museo archeologico regionale Paolo Orsi di Siracusa.  La valle ha giocato un ruolo fondamentale in tempi recenti sia per l'archeologia che per la storia, poiché i suoi cimeli hanno permesso di spostare, senza più alcun dubbio, la datazione dei rapporti tra i Greci e le popolazioni autoctone della Sicilia in tempi ben più remoti di quelli fissati prima dell'esplorazione del sito siracusano, ed anzi si sostiene che i reperti del Marcellino siano addirittura più arcaici dei reperti rinvenuti a Pitecusa; considerata la più antica colonia greca in Occidente. A tal proposito si è espresso l'archeologo John Nicolas Coldstream:
(J.N. Coldstream, Geometric Greece, Londra 1977)

### La valle e la colonizzazione greca
La valle del Marcellino ha permesso di confermare che vi fu un graduale avvicinamento con le popolazioni elleniche prima della vera e propria colonizzazione dell'isola.